# Rungstedlund

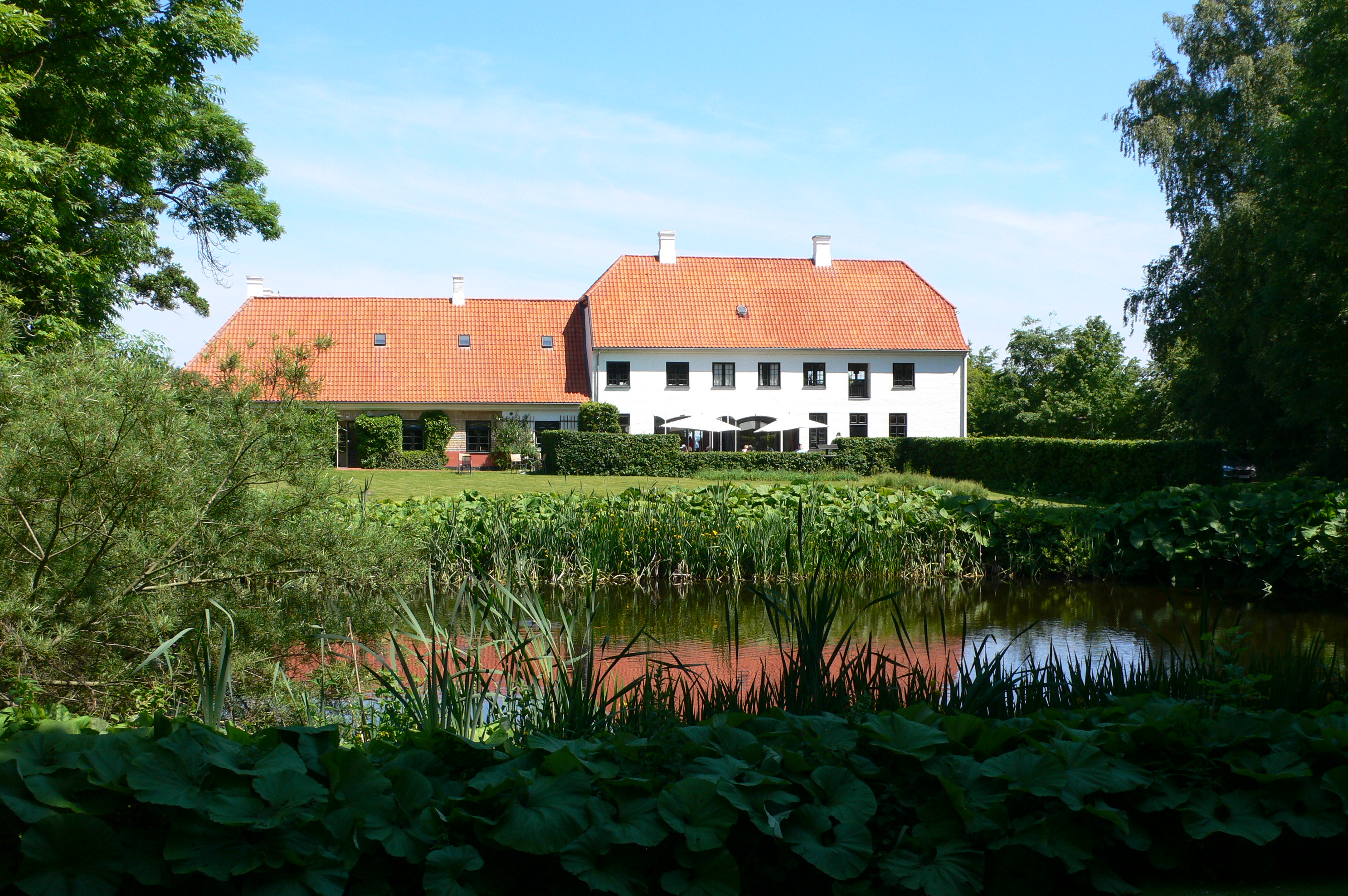
Rungstedlund, 2011.

Rungstedlund är ett gods i närheten av Rungsted norr om Köpenhamn i Danmark och säte för Karen Blixen Museet. Det Danske Akademi, där Karen Blixen var ledamot, har lokaler på Rungstedlund.
Den äldsta delen av Rungstedlund härstammar från omkring 1680 och har tidigare varit värdshuset Rungsted Kro med tillhörande lantbruk. Författaren Johannes Ewald bodde på värdshuset 1773-1775 och skrev många av sina dikter här och även Ludvig Holberg har varit gäst.
År 1803 lades Rungsted Kro ned och gården drevs som lantbruk och utvidgades med granngårdarna Rungstedgård och Folehavegård. Gårdarna köptes av Karen Blixens far Wilhelm Dinesen år 1879. Hon växte upp på Rungstedlund och återvände dit efter att ha bott i Brittiska Östafrika, nuvarande Kenya, och levde här till sin död 1962.
Rungstedlund restaurerades 1960-1961 och invigdes som museum 14 maj 1991 av bland andra drottning Margrethe II. 

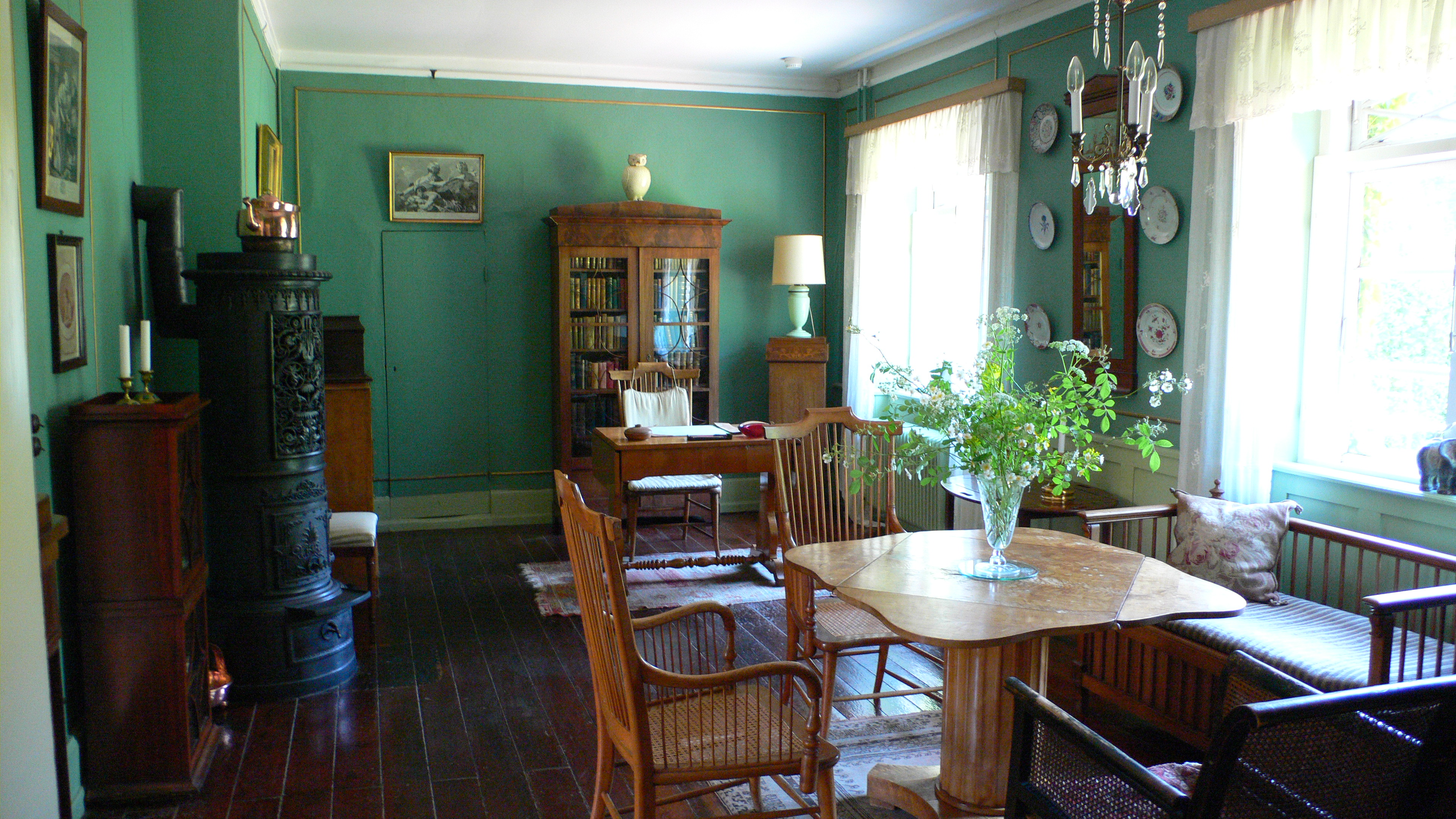
Ett av rummen i museet.

Idag är Rungstedlund ett museum och en del av rummen är inredda som på Karen Blixens tid. Hon är begravd i parken vid Ewalds Høj, en kulle uppkallad efter Johannes Ewald.
Rungstedlund förvaltas av en fond, Rungstedlundfonden, som Karen Blixen stiftade år 1958 tillsammans med sina syskon. Parken på 16,6 hektar är ett fågelskyddsområde och tillgänglig för allmänheten.